# Liga Mexicana de Béisbol 1954
La Temporada 1954 de la Liga Mexicana de Béisbol fue la edición número 30. Se mantiene en 6 el número de equipos pero hubo dos  cambios de sede, el equipo de Indios de Anáhuac se convierte en los Azules de México y Unión Laguna de Torreón en los Leones de Yucatán, ambos equipos debutaban en la liga. El calendario constaba de 80 juegos en un rol corrido, el equipo con el mejor porcentaje de ganados y perdidos se coronaba campeón de la liga. 
Los Tecolotes de Nuevo Laredo obtuvieron el segundo título y primer bicampeonato de su historia al terminar en primer lugar de la temporada regular con 56 ganados y 24 perdidos, con 8 juegos y medio de ventaja sobre los Leones de Yucatán. El mánager campeón fue Adolfo Luque.

## Equipos participantes
| Liga Mexicana de Béisbol 1954 |           |                          |                       |           |
| Equipo                        | Fundación | Ciudad                   | Estadio               | Capacidad |
| Azules de México              | 1954      | México, D. F.            | Delta                 | 20,000    |
| Diablos Rojos del México      | 1940      | México, D. F.            | Delta                 | 20,000    |
| Leones de Yucatán             | 1954      | Mérida, Yucatán          | Carta Clara           | 9,000     |
| Rojos del Águila de Veracruz  | 1903      | Veracruz, Veracruz       | Deportivo Veracruzano | 12,000    |
| Sultanes de Monterrey         | 1939      | Monterrey, Nuevo León    | Cuauhtémoc            | 8,000     |
| Tecolotes de Nuevo Laredo     | 1940      | Nuevo Laredo, Tamaulipas | La Junta              | 7,800     |

## Posiciones
| Liga Mexicana de Béisbol | Liga Mexicana de Béisbol | Liga Mexicana de Béisbol | Liga Mexicana de Béisbol | Liga Mexicana de Béisbol |
| Equipo                   | JG                       | JP                       | PCT                      | JV                       |
| ------------------------ | ------------------------ | ------------------------ | ------------------------ | ------------------------ |
| Nuevo Laredo             | 56                       | 24                       | .700                     | -                        |
| Yucatán                  | 47                       | 32                       | .595                     | 8.5                      |
| Monterrey                | 41                       | 38                       | .519                     | 14.5                     |
| Águila                   | 39                       | 40                       | .494                     | 16.5                     |
| México Azul              | 30                       | 50                       | .375                     | 26.0                     |
| México                   | 25                       | 54                       | .316                     | 30.5                     |

| Campeón de la Liga |

## Juego de Estrellas
El Juego de Estrellas de la LMB se realizó el 3 de agosto en el Parque Cuauhtémoc en Monterrey, Nuevo León. La selección de Mexicanos se impuso a la selección de Extranjeros 1 carrera a 0 en un juego que terminó en 10 entradas.

## Designaciones
Se designó como novato del año a Alejandro Moreno de los Tecolotes de Nuevo Laredo.

## Acontecimientos relevantes
- Beto Ávila, exjugador de los Pericos de Puebla, se corona campeón bateador con los Indios de Cleveland de la Liga Americana en la Grandes Ligas de Béisbol, promediando .341, siendo el primer jugador latinoamericano en conseguirlo.[3]